# Hermann Nicolussi-Leck
Hermann Nicolussi-Leck (* 18. November 1913 in Lusern; † 13. März 1999) war ein Südtiroler Politiker.

## Biographie
Nicolussi-Leck wurde als eines von elf Kindern einer Bauernfamilie in der deutschen Sprachinsel Lusern im südlichen Trentino geboren, als es noch zur Grafschaft Tirol und damit zu Österreich-Ungarn gehörte. Er wuchs am Kreithof in der Gemeinde Pfatten auf und studierte anschließend Rechtswissenschaften. Im Zweiten Weltkrieg kämpfte er auf deutscher Seite, zuletzt als Leutnant der Gebirgstruppe. Beruflich war der in Kaltern wohnhafte Nicolussi-Leck als Rechtsanwalt tätig, wobei er in den 1960ern in diverse Prozesse im Umfeld des BAS involviert war und als Verteidiger Sepp Kerschbaumers diente. Daneben vertrat er im Auftrag des Südtiroler Bauernbunds die Interessen der Landwirte bei der Handelskammer Bozen; 1965 gehörte er zu den Gründern des Weißen Kreuzes. Politisch war er in den Reihen der Südtiroler Volkspartei aktiv, zunächst ab 1952 auf kommunaler Ebene in Kaltern. Von 1956 bis 1960 und von 1968 bis 1973 vertrat er seine Partei im Regionalrat Trentino-Südtirol und damit gleichzeitig im Südtiroler Landtag. Während seiner zweiten Legislaturperiode fungierte er von 1970 bis 1973 als Vizepräsident des Landtags und zweimal kurzzeitig auch des Regionalrats.